# Kolbotn
Kolbotn är en ort som tidigare har varit centralort i dåvarande Oppegårds kommun, nu en del av Nordre Follo kommun i Akershus fylke i sydöstra Norge. Orten har cirka 6 000 invånare och ligger cirka 13 kilometer sydöst om Oslo centrum. Den ingår i tätorten Oslo.
Kolbotn ligger på nordsidan av insjön Kolbotntjernet och har en järnvägsstation på Østfoldbanan, cirka 15 minuters tågresa från Oslo Sentralstasjon. I ortens centrum ligger Kolben kultur- och aktivitetscenter, som är en del av «nya Kolbotn centrum». Kolbotn har flera grundskolor och ett gymnasium.
Dessutom finns ett antal affärer, bensinstation, en kyrka från tidigt 1920-tal, och ett större antal bostadshus. 
Det gamla namnet på Kolbotn var Kullebunden, populärt kallat Kølabånn. 

## Idrott
Kolbotn har ett av Norges bästa damfotbollslag, Kolbotn Idrettslag, som blev seriemästare år 2002, 2005 och 2006. De vann också cup-finalen 2007 mot Asker med 4-2. Fotbollslaget har haft flera medlemmar som är med i norska landslaget i damfotboll: Solveig Gulbrandsen, Trine Rønning, Christine Colombo Nilsen och Isabell Herlovsen. Forwarden Rebecca Angus från Middlesbrough, England, spelar också för Kolbotn. 
Idrottsföreningen är också känd för sina brottare, varav flera aktiva har vunnit diverse mästerskap.

## Pamparius Pizza
I Kolbotn ligger sedan 1994 Pamparius Pizza, en pizzeria som tidigare ägdes och drevs av Pål Bøttger Kjærnes alias Pål Pot Pamparius, pianist och gitarrist i det norska rockbandet Turbonegro. Pizzerian blev år 1998 vida berömd tack vare bandets hitlåt "The Age of Pamparius" från skivan Apocalypse Dudes och besöks än idag regelbundet av vallfärdande fans. Bøttger Kjærnes är idag ej längre involverad i verksamheten. 

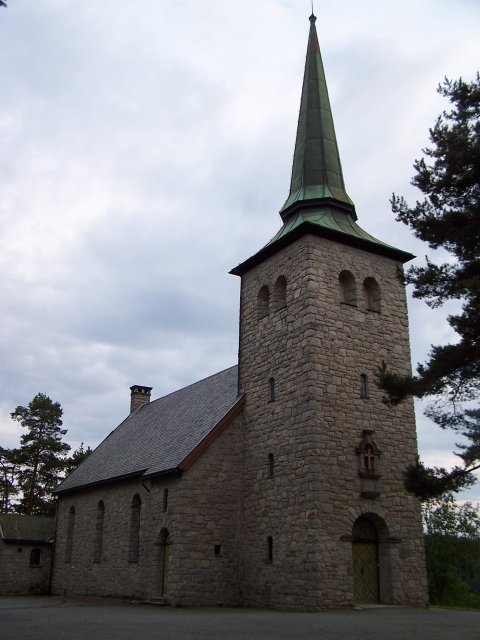
Kyrkan i Kolbotn.